# Rozstání (okres Prostějov)
Obec Rozstání se nachází v okrese Prostějov v Olomouckém kraji. Žije zde 611 obyvatel.

## Název
Místní jméno je staré obecné rozstání - "rozestoupení se" odvozené od slovesa rozstati sě - "rozestoupit se". Vesnice byla pojmenována podle polohy u rozestupujících se lesů nebo dolin.

## Historie
První písemná zmínka o obci pochází z roku 1358, kdy ves držel Ješek z Rájce a jeho dva bratři. V roce 1368 prodali ves Přibíkovi z Křetína a roku 1390 ji získal Petr z Kravař a Plumlova a připojil ji tak k plumlovskému panství. Součástí plumlovského panství byla až do roku 1592, kdy byla pány z Pernštejna nejprve zastavena a poté v roce 1596 i prodána Bernardu Drnovskému z Drnovic a stala se součástí rájeckého panství. V roce 1618 koupil Rozstání majitel plumlovského panství Maxmilián z Lichtenštejna a připojil ji tak zpět k této državě.
Za druhé světové války byla obec německými okupanty násilně vystěhována. Byla zařazena do 3. etapy stěhování 33 obcí Drahanské vrchoviny a zřízen zde vojenský prostor. V opuštěné obci bylo od března 1945 do poloviny dubna ubytováno kolem 1250 lidí polské Svatokřižské brigády na svém útěku před Rudou armádou, kteří poté odešli na západ Protektorátu, kde osvobodili koncentrační tábor v Holýšově. Během existence vojenského cvičiště Wehrmachtu bylo mnoho domů zničeno, po válce byla obec znovu osídlena.

## Obyvatelstvo

### Struktura
Vývoj počtu obyvatel za celou obec i za jeho jednotlivé části uvádí tabulka níže, ve které se zobrazuje i příslušnost jednotlivých částí k obci či následné odtržení.
| Místní části   | Místní části  | 1869 | 1880 | 1890 | 1900 | 1910 | 1921 | 1930 | 1950 | 1961 | 1970 | 1980 | 1991 | 2001 | 2011 |
| -------------- | ------------- | ---- | ---- | ---- | ---- | ---- | ---- | ---- | ---- | ---- | ---- | ---- | ---- | ---- | ---- |
| Počet obyvatel | část Rozstání | 1144 | 1212 | 1268 | 1327 | 1350 | 1334 | 1283 | 1089 | 1175 | 1047 | 880  | 752  | 685  | 643  |
| Počet domů     | část Rozstání | 157  | 184  | 193  | 205  | 227  | 235  | 274  | 277  | 291  | 274  | 244  | 281  | 294  | 289  |

## Pamětihodnosti
- Barokní farní kostel sv. Michala; vystavěn v letech 1768-1779 na místě gotické stavby zbořené roku 1768.
- Větrný mlýn zvaný „větřák" z roku 1874, od roku 1904 do ukončení provozu (1922) lopatkové kolo nahrazeno plynovým motorem. Dnes již bez větrného kola, zachovala se stavba s věží.

## Přírodní poměry
Obcí protéká potok Bílá voda.

## Rodáci
- Hugo Klement Mrázek (1889–1916), český hudební skladatel
- Josef Zukal (1841–1929), český historik
- Vojtěch Hrubý (1924–2010), český katolický kněz, ředitel poutního domu Velehrad v Římě
- Tomáš Hořava (1988-),  je bývalý český profesionální fotbalista

## Části obce
- Rozstání
- Baldovec

## Fotogalerie

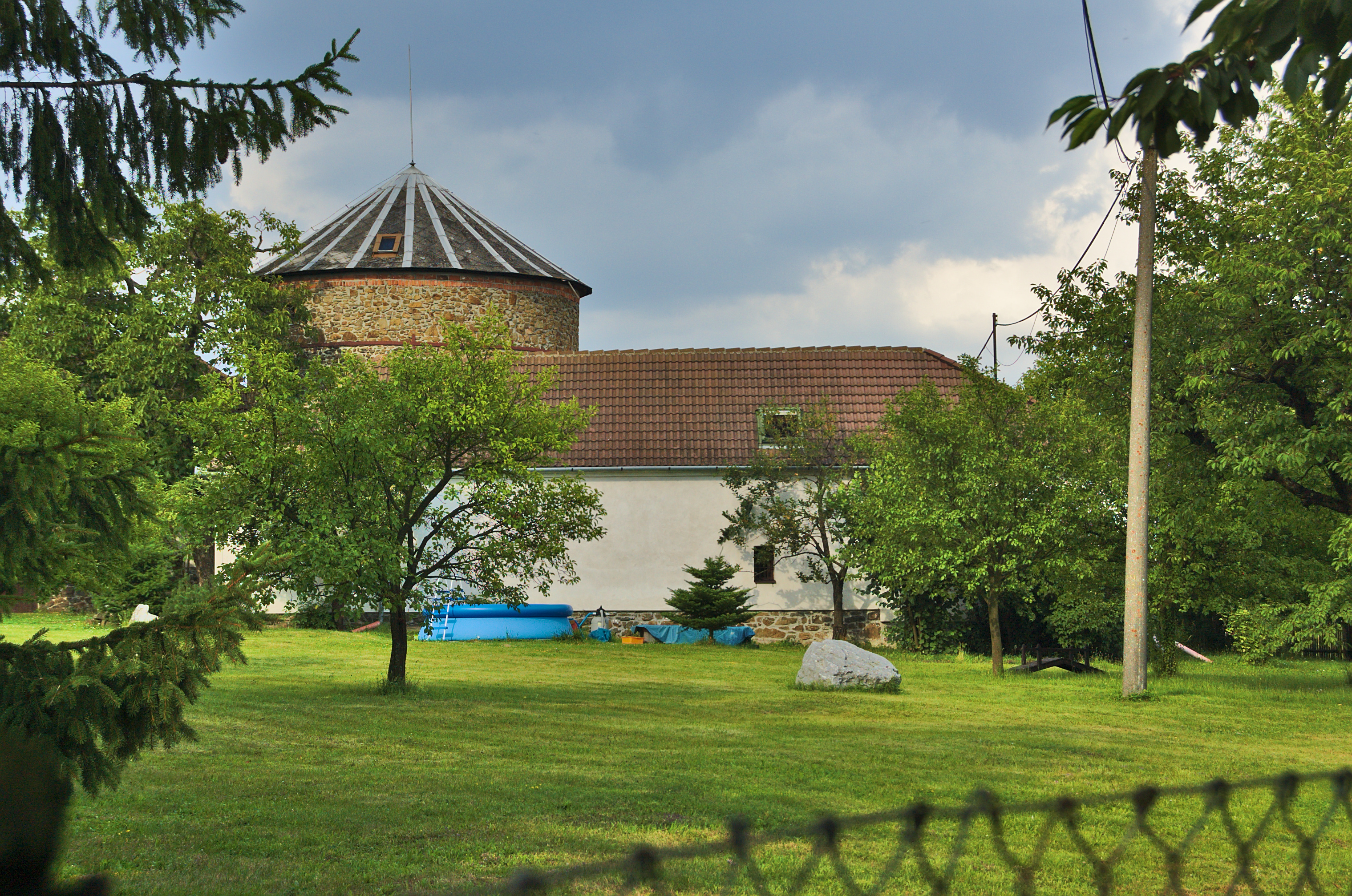
Větrný mlýn
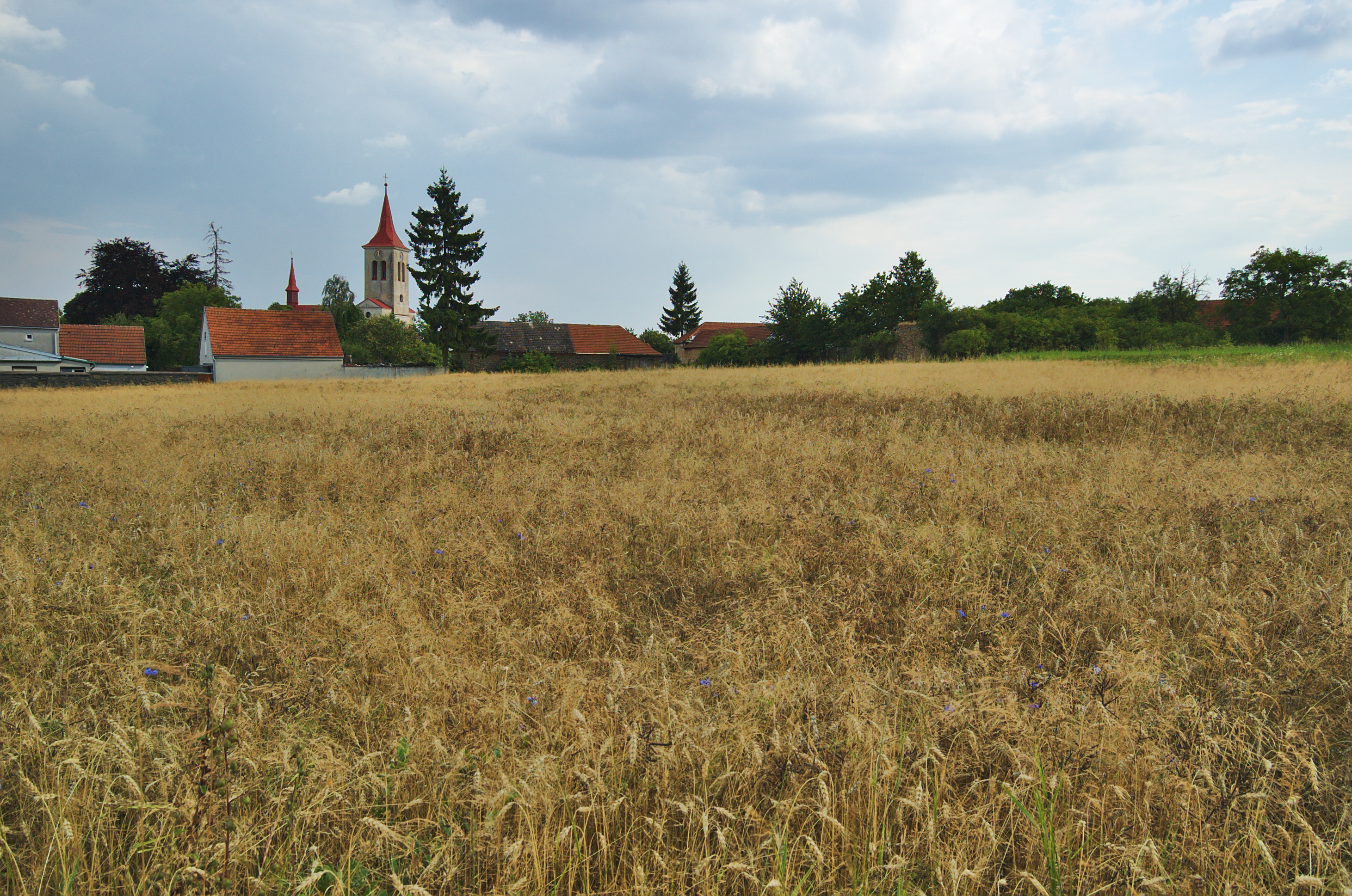
Kostel svatého Michaela
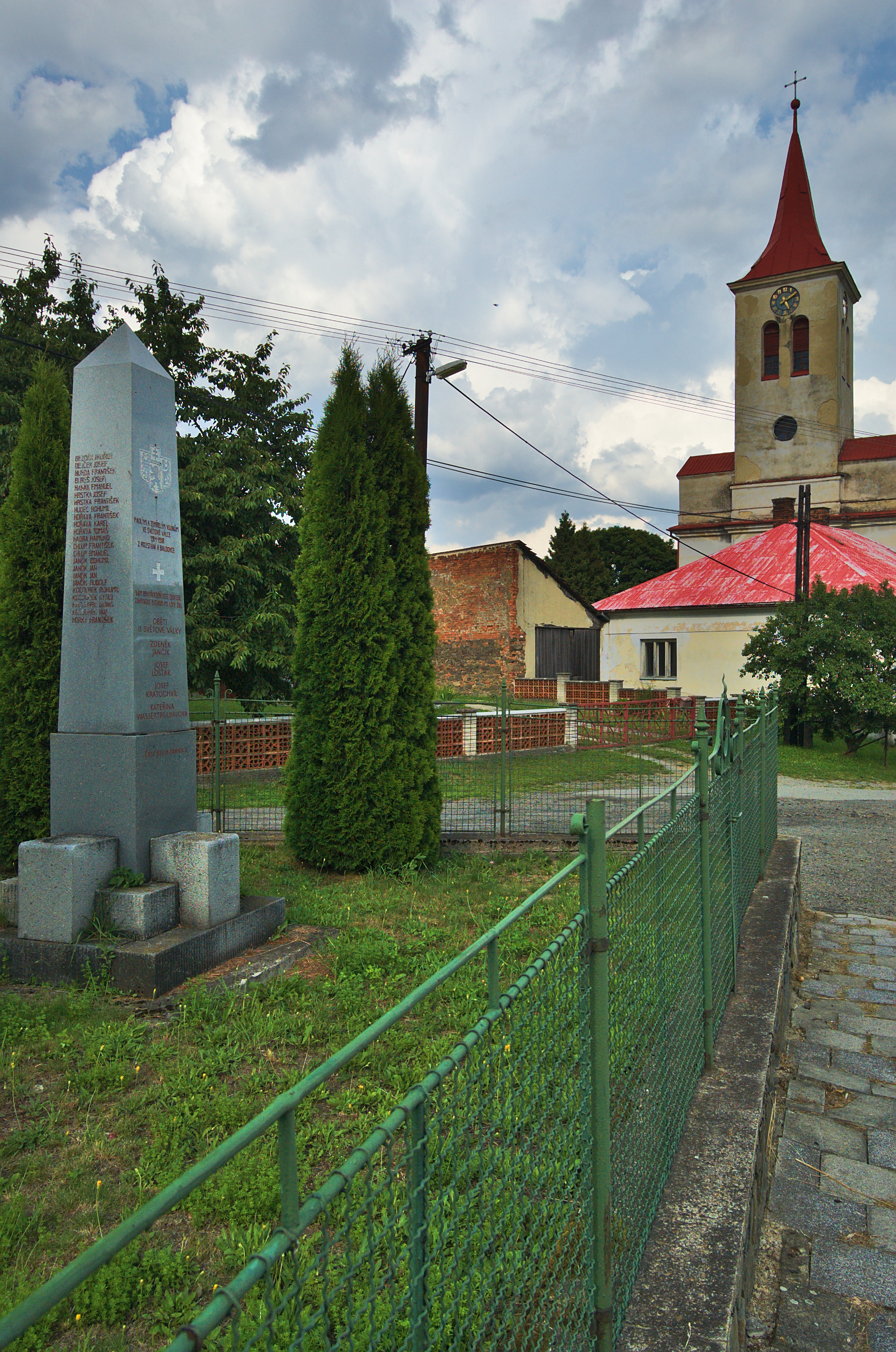
Památník obětem světových válek
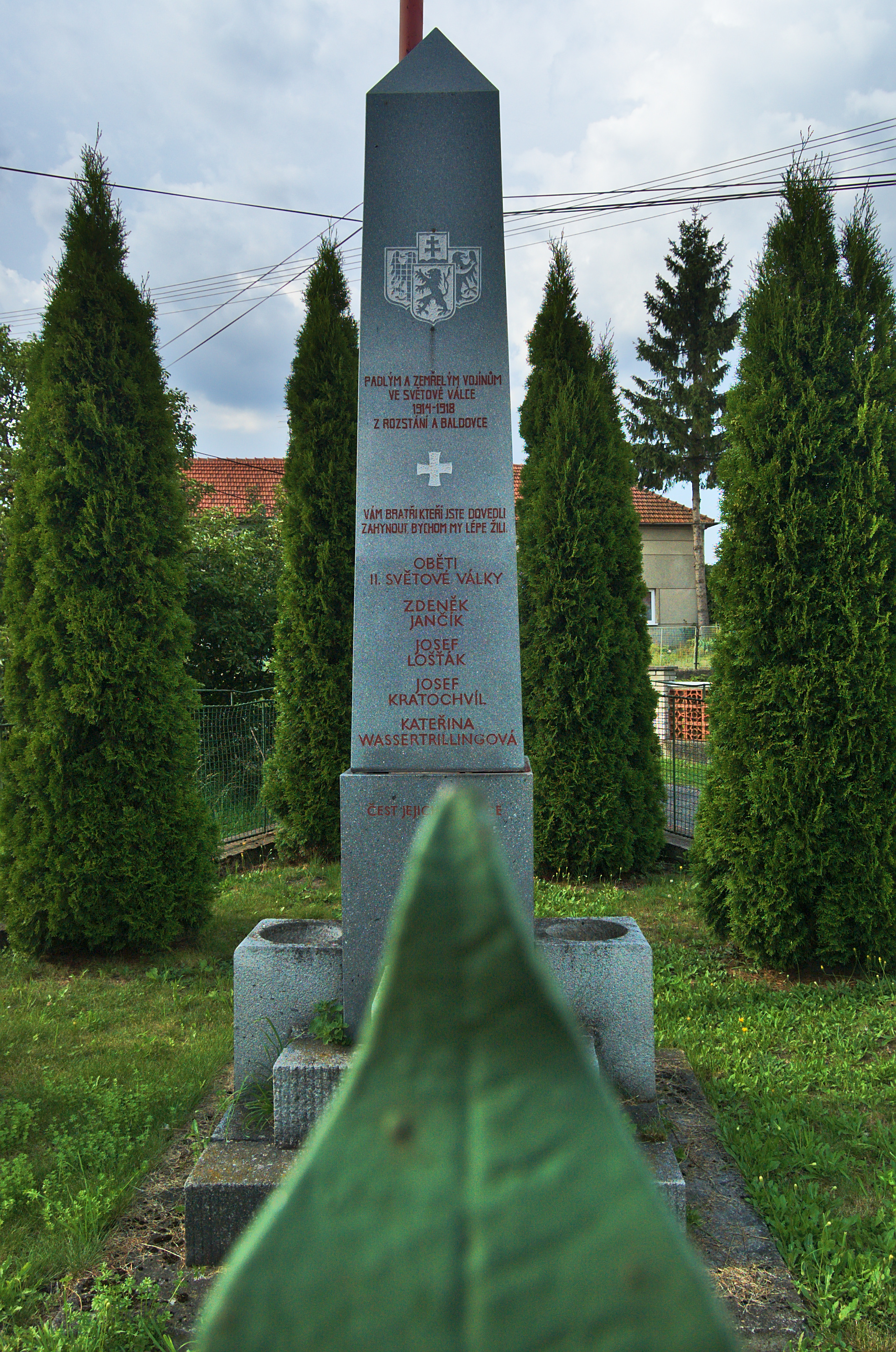
Památník obětem světových válek
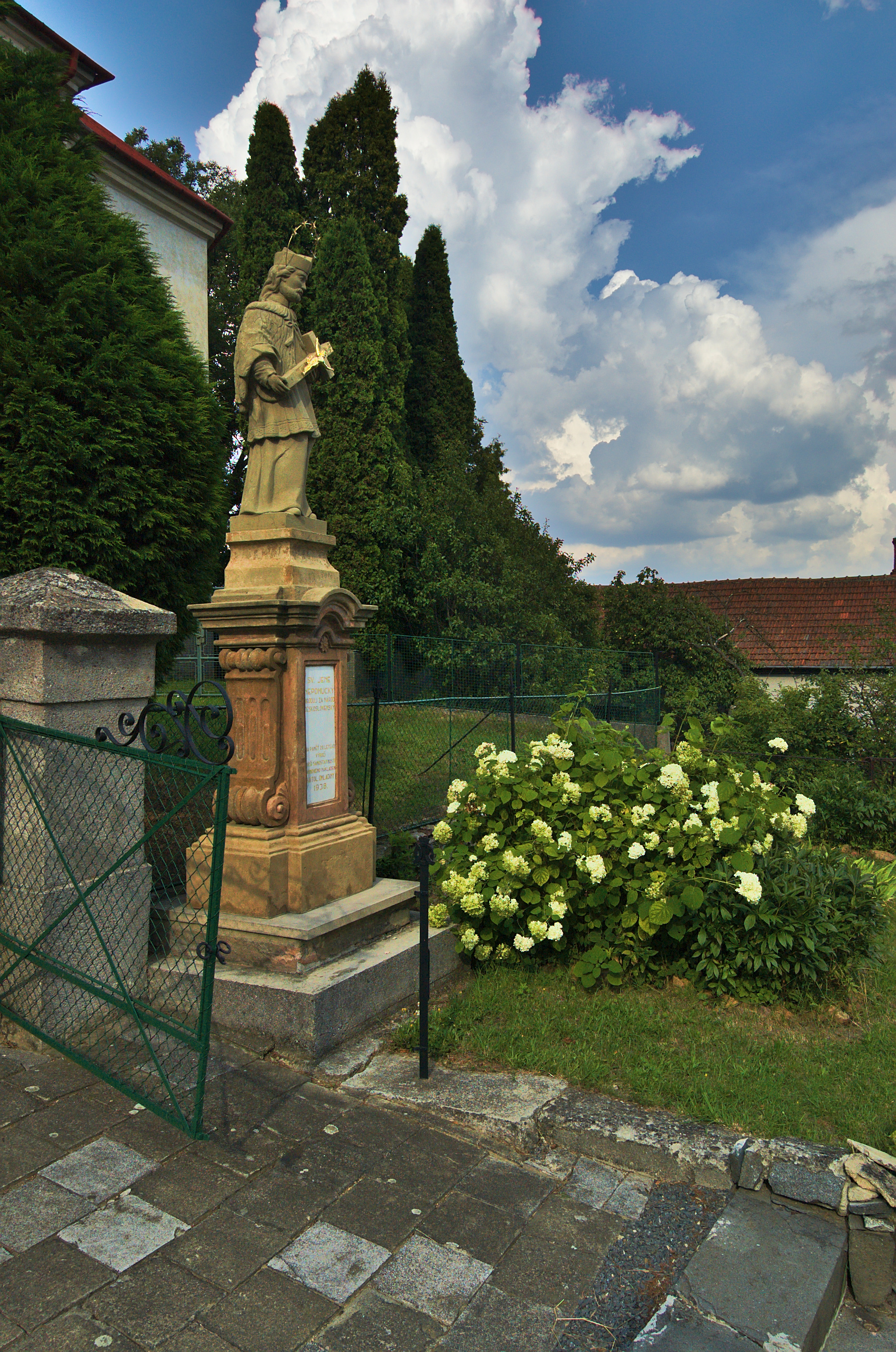
Socha u vstupu ke kostelu
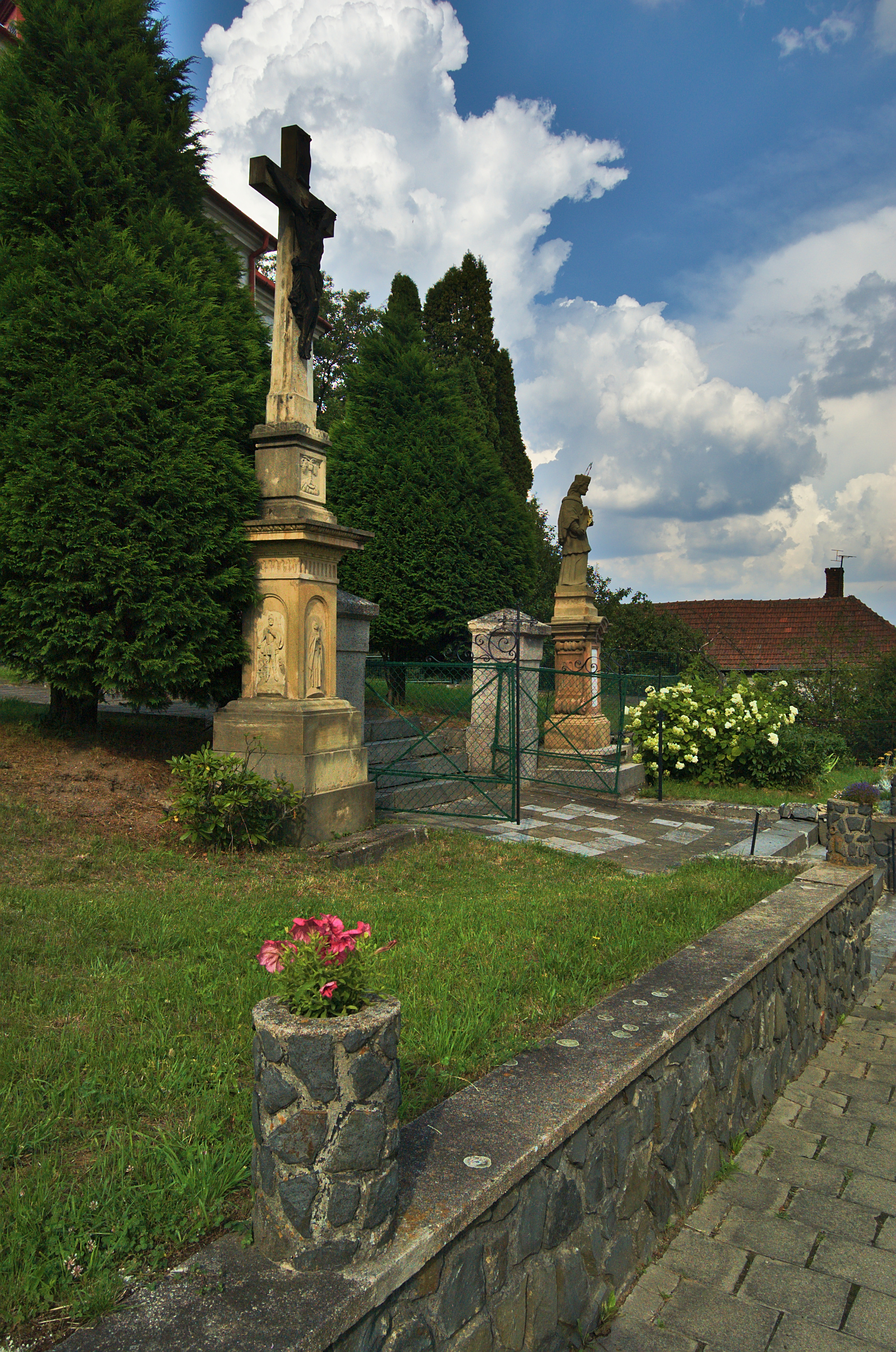
Kříž u vstupu ke kostelu
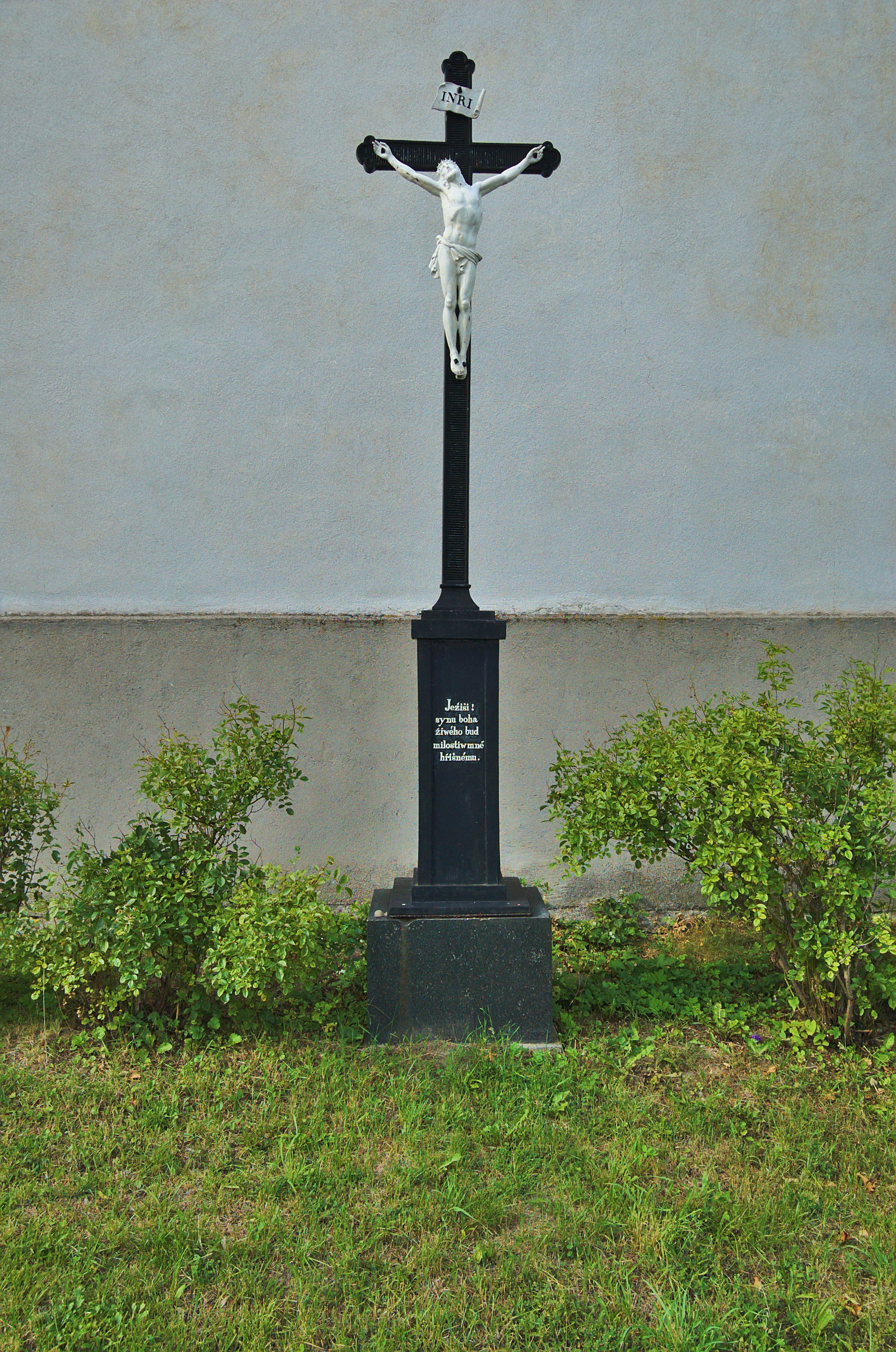
Kříž vedle vchodu do kostela